# Franquisme sociològic
Franquisme sociològic és una expressió utilitzada per a evidenciar la pervivència de trets socials propis del Franquisme en la societat espanyola posterior a la mort de Francisco Franco (1975), especialment durant la Transició, però fins i tot més enllà.